# 小林正樹 (1966年生)
小林 正樹（こばやし まさき、1966年 - ）は、日本の映画監督。

## 作品

### 映画（監督作品）
以下の作品名、公開年は、allcinemaに従った。
- 『TAKI183』（2006年）
- 『スキージャンプ・ペア Road to TORINO 2006』（2006年）
- 『がんばっぺ フラガール! 〜フクシマに生きる。彼女たちのいま〜』（2011年）: 第24回東京国際映画祭 特別上映「震災を越えて」出品作品

### テレビドラマ等
以下の番組名は、allcinemaに従った。
- 『おじいさん先生 熱闘篇』 日本テレビ（2007年7月7日 - 9月29日、土曜 0時50分 - 1時20分）- 演出（第7話、第8話）
- 『たったひとりの反乱 -食品偽装告発、"さきがけ"となった男-』 NHK総合テレビ（2008年7月30日、22時00分 - 22時45分）- ディレクター、脚本
- 『トンスラ』 日本テレビ サタデーTVラボ（2008年10月4日 - 12月28日、土曜 0時55分 - 1時25分）- 監督、脚本（第9回）